# Lange Straße 25 (Löbejün)

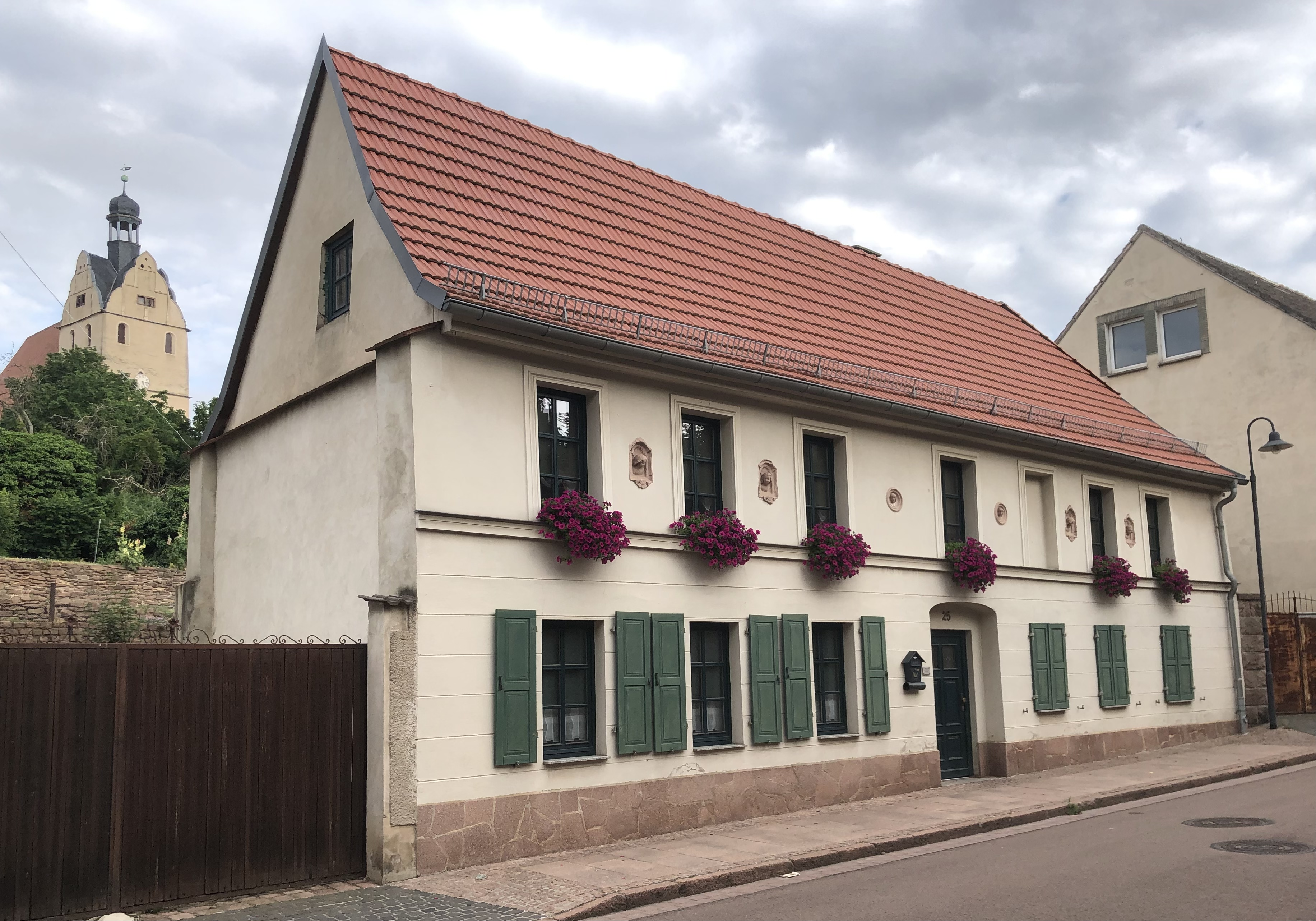
Wohnhaus Lange Straße 25 im Jahr 2022

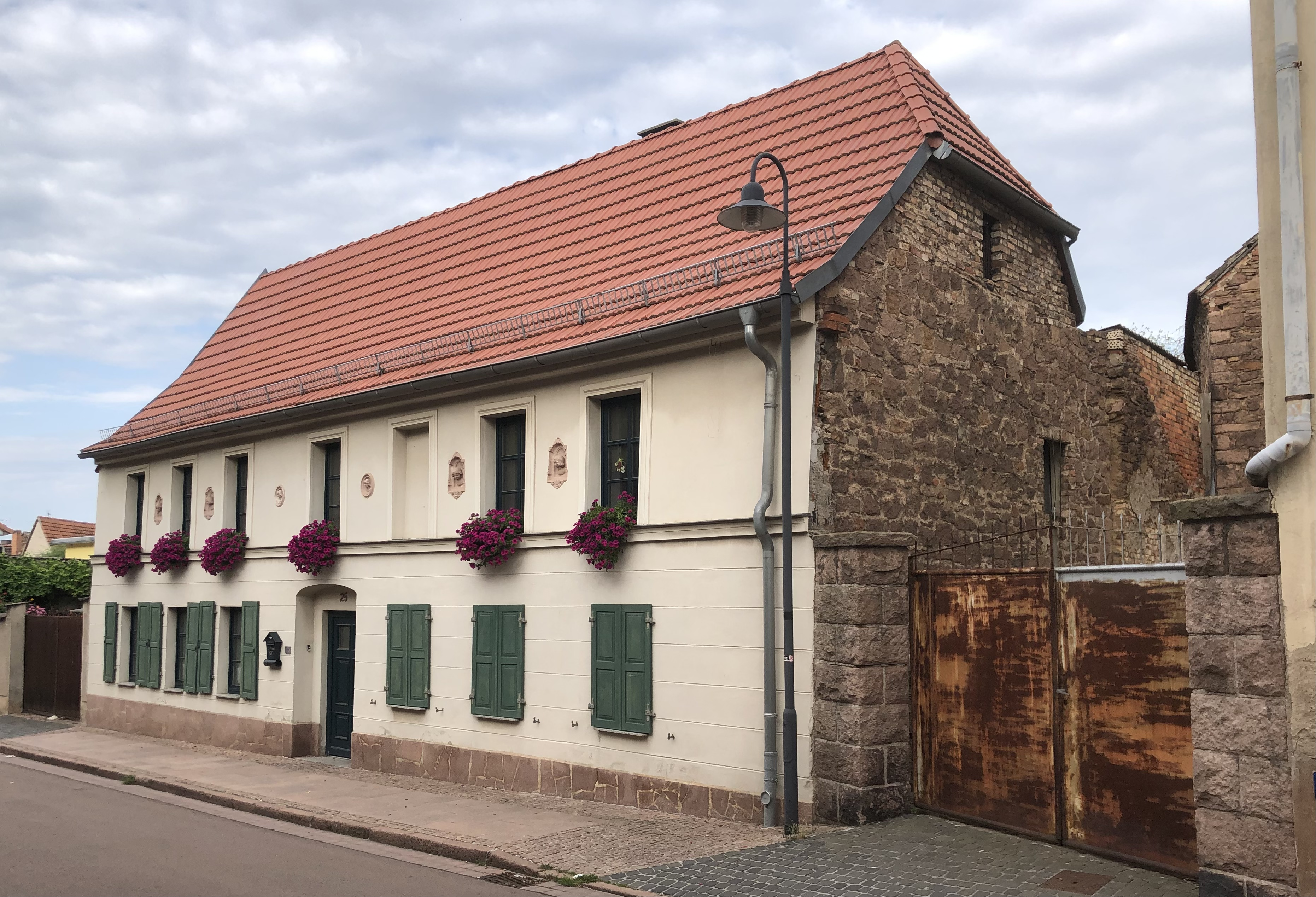
Blick von Südwesten

Das Gebäude Lange Straße 25 ist ein denkmalgeschütztes Wohnhaus im Ortsteil Löbejün in der Stadt Wettin-Löbejün in Sachsen-Anhalt.
Das Haus befindet sich im Zentrum der Löbejüner Altstadt auf der Ostseite der Langen Straße.

## Architektur und Geschichte
Der zweigeschossige Bau entstand in der Mitte des 19. Jahrhunderts. Die verputzte Fassade ist siebenachsig ausgeführt. Im Erdgeschoss sind die Fensteröffnungen mit Fensterläden versehen. Zwischen den Fenstern des oberen Geschosses befinden sich insgesamt vier mit Muschelbaldachinen versehene Nischen, in denen Skulpturen in Form von Köpfen angeordnet sind. Zur Mitte hin bestehen darüber hinaus zwei ähnlich gestaltete Medaillons.
Im örtlichen Denkmalverzeichnis ist das Wohnhaus unter der Erfassungsnummer 094 55241 als Baudenkmal verzeichnet.